# Ma Ha Quý Lai
Maha Kali (Phạn văn: महा काली, chữ Hán: 摩訶貴來 / Ma-kha Quý-lai, ? - 1452) là tước hiệu của một quốc vương Champa, trị vì trong các giai đoạn 1441 - 1442 và 1446 - 1449.

## Tiểu sử
Hiện chưa rõ nguyên danh của Maha Kali, chỉ có thể biết chắc ông đã đăng cơ quốc vương Champa ngay khi Indravarman VI vừa băng hà. Các đại thần của triều đình Vijaya quyết định phục hồi dòng chính thống của nền quân chủ Vijaya, bằng cách đưa một người cháu thúc bá của vua Jawa lên ngai báu, thay vì tấn tôn trưởng nam Ngauk Klaung Vijaya của Indravarman VI. Một phần vì liên minh Champa lúc này đã rất phân rã sau những cuộc uy hiếp dồn dập của Đại Việt, phần khác vì Vijaya muốn hội tụ tính thống nhất về phía mình.
Tuy nhiên, do Maha Kali bấy giờ còn quá ít tuổi nên triều đình phải để chú của ông là Po Parichan làm phụ chính đại thần. Nhưng chỉ được một năm thì Po Parichan tiếm vị và xưng hiệu Maha Vijaya, Maha Kali lập tức phải biệt giam.
Theo Nguyễn Văn Huy, vào niên hiệu Chính Thống thứ 6 (1441), Maha Kali đã kịp sai sứ giả của mình là Thuật-để-côn-lai vượt biển sang Bắc Kinh dâng cống vật cầu phong. Đáp lại, vua Minh Anh Tông chỉ thị sứ thần Ngô Huệ đem chiếu thư đến Champa thừa nhận ông là Chiêm Thành vương (占城王). Tuy nhiên, theo Minh thực lục, chính Ma Ha Bí Cai (摩訶賁該) mới là người sai sứ sang xin cầu phong cho chính mình.
Vị kế chủ của Champa liên tục gây hấn với Đại Việt, điều khiến thái hậu nhiếp chính Nguyễn Thị Anh hết sức phẫn nộ và phái hơn 60 vạn quân sang tiến công đô thành Vijaya. Hậu quả là Bắc phần Champa bị cướp phá tan hoang, toàn bộ vương thất và Maha Vijaya bị bắt đem về an trí tại Đông Kinh. Bấy giờ, nhà Lê tự thấy không kiểm soát nổi đất Champa nên trao lại vương vị cho Maha Kali, phần vì từ trước ông đã sai các sứ giả Chế-cữu, Ma-thúc, Bà-bị về chầu, lại dâng biểu xưng thần và xin cho lập làm quốc chủ Champa. Ngoài ra, vua Lê cũng gia ân sai sứ đi tìm những tù nhân gốc Champa ở Đông Kinh và hàng thuộc của Maha Vijaya trao cho sứ giả Champa để đưa về cố quốc.
Vào năm 1449, Maha Kali bị người em trai là Maha Kaya lừa bắt giam và đoạt ngôi báu. Maha Kaya cử sứ giả đến Đông Kinh dâng biểu cầu phong, nhưng vua Lê không thừa nhận. Mãi đến năm 1452 khi Maha Kali từ trần, Maha Kaya mới sai sứ sang tận Bắc Kinh cầu cạnh và được nhà Minh phong vương vào năm 1457.